# انسان میناتوگاوا

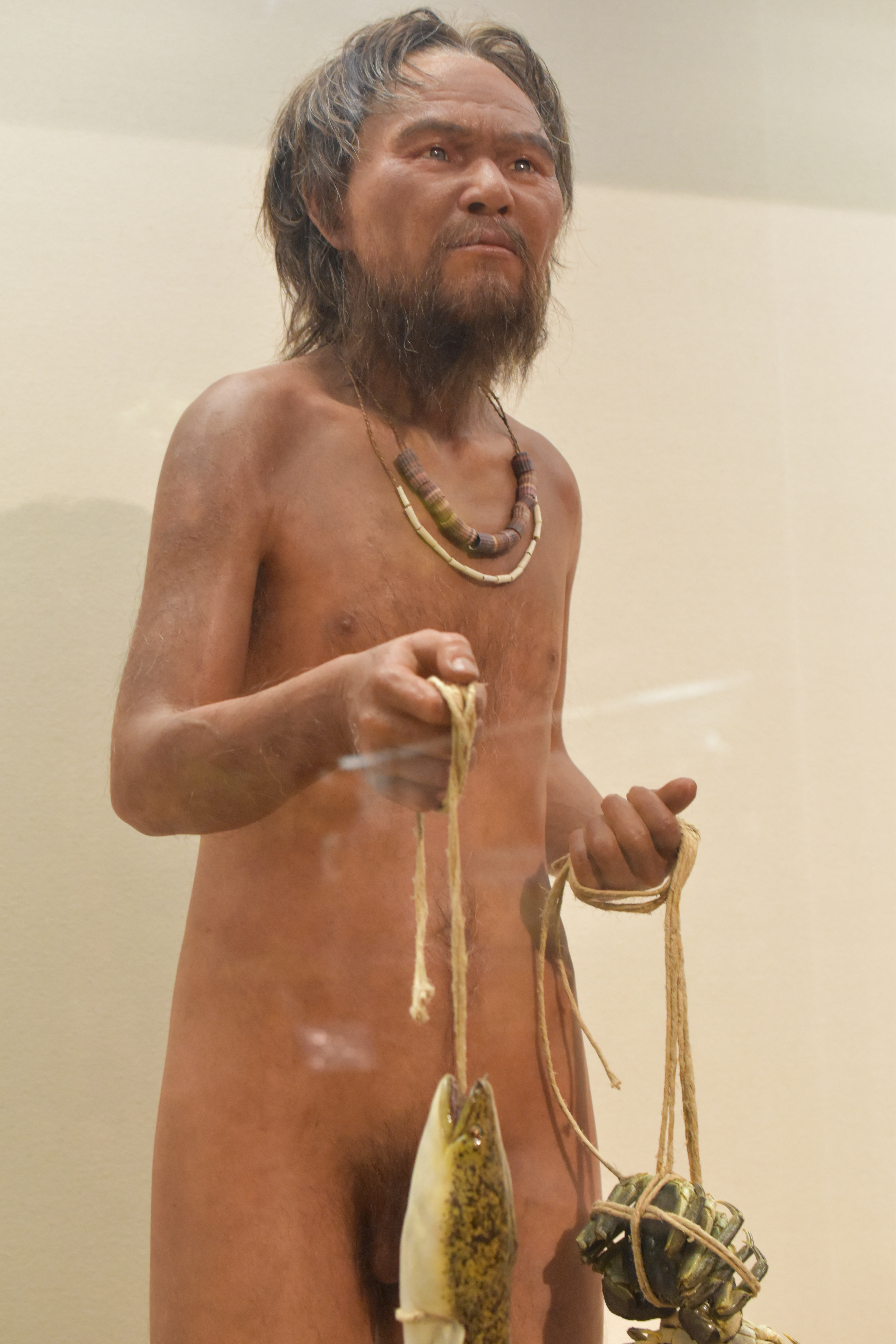
مدل بازسازی شده مرد میناتوگاوا در موزه استان اوکیناوا.

انسان میناتوگاوا (انگلیسی: Minatogawa Man)، عبارتند از پیشاتاریخ جمعیت استان اوکیناوا، ژاپن، که توسط چهار استخوان‌بندی انسان، دو مرد و دو زن، و برخی استخوان‌های جدا شده با قدمت بین ۲۰۰۰۰ تا ۲۲۰۰۰ سال دوران مشترک نمایندگی می‌شوند. آنها از قدیمی‌ترین اسکلت‌های انسان‌تباران هستند که تاکنون در ژاپن کشف شده‌اند.